# Reiner Gies
Reiner Gies, född den 12 mars 1963 i Kaiserslautern, Tyskland, är en västtysk boxare som tog OS-brons i lätt welterviktsboxning 1988 i Seoul. Han deltog även i Los Angeles i lättviktsklassen 1984.